# Platycnemis melana
Platycnemis melana är en trollsländeart som beskrevs av Aguesse 1968. Platycnemis melana ingår i släktet Platycnemis och familjen flodflicksländor. Inga underarter finns listade i Catalogue of Life.